# Lago Llanquihue
Der Lago Llanquihue (dt. Llanquihue-See) ist mit 877 km² der zweitgrößte See Chiles nach dem Lago General Carrera (zum Vergleich, die Fläche des Bodensees ist 536 km²).
Er liegt in der X. Region (Región de los Lagos) in der Nähe von Puerto Montt.
Am Südufer des Sees liegt die Stadt Puerto Varas, im Westen die Stadt Frutillar und im Norden die Stadt Puerto Octay. Der See wird aus den Anden gespeist. Rund um den See leben sehr viele deutschstämmige Einwanderer.
Der Besuch der Strände am See und die Umrundung des Sees per Auto sind beliebte Touristenaktivitäten. Von dem auf einer Höhe von 70 m über dem Meeresspiegel gelegenen See aus bietet sich ein herrlicher Blick auf den Vulkan Osorno mit seinem 2652 m hohen Gipfel und den Vulkan Calbuco. Aufgrund des großen Fischreichtums ist das Gebiet ein Geheimtipp für Angler.

## Geographie
Der See entstand vor etwa 40.000 Jahren am Ende der letzten Kaltzeit, dem sog. Llanquihue-Glazial (Kaltzeit). Zu dieser Zeit schloss sich das Moränensystem an der Westseite des Sees vollständig zu einer Barriere zusammen, sodass ein weiteres Abfließen des Wassers verhindert wurde. Heute bildet der Rio Maullin den einzigen natürlichen Abfluss des riesigen Sees. Er verlässt im Ort Llanquihue im Südwesten den See und mündet nach 85 Kilometern in den Golfo Coronados, einer kleinen Bucht des Pazifik nördlich der Insel Chiloé.

## Geschichte
1552 entdeckt Pedro de Valdivia den See. 1558 erreichten der Schriftsteller Alonso de Ercilla y Zúñiga und der Gouverneur von Chile García Hurtado de Mendoza das Seeufer erneut.
Die ersten deutschen Einwanderer kamen ab 1853 an den See. Zuvor hatte der Deutsche Bernhard Eunom Philippi (1811–1852) im Jahre 1842 die Gegend um den See erforscht. Die chilenische Regierung lud darauf deutsche Einwanderer zur Besiedlung dieser Gegend ein. Nachdem in Deutschland 1848 die Märzrevolution gescheitert war, kamen einige tausend Deutsche, unter anderem aus Hessen und Schlesien, in die Gegend. Sie gründeten 1853 Puerto Montt und siedelten sich in den Orten Llanquihue, Frutillar, Puerto Varas, El Maiten und Puerto Octay sowie dem zugehörigen Land an. Zwischen 1856 und 1860 siedelten sich 54 protestantische Glaubensflüchtlinge aus dem niederschlesischen Zillertal-Erdmannsdorf, die Zillertaler Inklinanten, am Llanquihue-See an. Zwischen 1851 und 1900 kam es weiterhin zur Ansiedlung von über 300 Westfalen in der Region sowie den größeren Städten des chilenischen Südens, davon alleine 134 aus Werl.
Die Städte sind architektonisch noch heute deutsch geprägt. Deutsche Auslandsschulen gibt es in Frutillar und Puerto Varas, evangelische Kirchen gibt es in Frutillar, Llanquihue und Puerto Octay (gemeinsame Kirchengemeinde Comunidad del Lago Llanquihue).

## Lachs
Inzwischen hat Chile Norwegen als weltgrößten Exporteur von Zuchtlachs überholt. Allerdings ist bis heute die Mehrzahl der häufig industriell betriebenen Lachsfarmen an den Seen im Süden des Landes in der Hand von norwegischen oder japanischen Agrarkonzernen. Die Fundación Chile begann in den 1970er Jahren moderne Technologien für die Lachszucht in Chile einzusetzen. Anfang der 1980er Jahre nahm die Firma Salmones Antártica am Llanquihue-See die erste große Lachszucht in Betrieb, worauf zahlreiche Nachahmer in der seenreichen Región de los Lagos folgten. Die Firma wurde später an den japanischen Konzern Nippon Suisan verkauft.